# Diamond League 2020
La Diamond League 2020 (nota per motivi di sponsorizzazione anche come Wanda Diamond League 2020) è  l'undicesima edizione della Diamond League, serie di meeting internazionali di atletica leggera organizzata annualmente dalla World Athletics.
Con questa edizione il format ha subito le maggiori modifiche dalla sua introduzione nel 2010. Il numero di discipline è sceso da trentadue a ventiquattro, così da offrire a livello televisivo un programma standard da novanta minuti; inoltre è stato modificato l'appuntamento finale, che doveva essere sostituito da una finale singola che avrebbe portato il numero di meeting a quindici. Al calendario è stata aggiunta una seconda tappa cinese.
Ogni meeting ospita undici o dodici eventi delle varie discipline, non tutti trasmessi. Gli eventi che non fanno più parte delle discipline Diamond si terranno nel World Athletics Continental Tour, che rimpiazzerà il World Challenge come manifestazione di secondo livello per le prove di corsa e concorsi.
Rispetto all'edizione passata, il meeting di Birmingham si è spostato a Gateshead a causa dei lavori di rimodernamento dello stadio, mentre il Prefontaine Classic è tornato a Eugene, Oregon. Il Doha Diamond League è tornato al Qatar Sports Club, che ha ospitato il meeting tra il 2010 e il 2018.
Il piano iniziale per la stagione 2020 era di rimuovere dalla serie il Bauhaus-Galan e condensare il calendario, ma la cosa non è andata in porto  per via di una sponsorizzazione quinquennale con Wanda Group.
A causa della pandemia di COVID-19 in corso il formato è cambiato. Le tappe non fanno più parte di una serie strutturata che portano a una finale e gli atleti non guadagnano punti Diamond League.

## I meeting
| n. | Meeting                   | Stadio                         | Sede      | Data         | Resoconto |
| -- | ------------------------- | ------------------------------ | --------- | ------------ | --------- |
| 1  | Bislett Games             | Bislett Stadion                | Oslo      | 11 giugno    | Resoconto |
| 2  | Weltklasse Zürich         | Letzigrund                     | Zurigo    | 9 luglio     | Resoconto |
| 3  | Herculis                  | Stade Louis II                 | Monaco    | 14 agosto    | Resoconto |
| 4  | Bauhaus-Galan             | Stockholm Olympic Stadium      | Stoccolma | 23 agosto    | Resoconto |
| 5  | Athletissima              | Stade Olympique de la Pontaise | Losanna   | 2 settembre  | Resoconto |
| 6  | Memorial Van Damme        | Stadio Re Baldovino            | Bruxelles | 4 settembre  | Resoconto |
| 7  | Golden Gala Pietro Mennea | Stadio Olimpico                | Roma      | 17 settembre | Resoconto |
| 8  | Doha Diamond League       | Qatar Sports Club              | Doha      | 25 settembre | Resoconto |

## Risultati

### Uomini

#### Corse
| Corse |                           |                            |                           |                          |                          |                            |                           |                      |                       |                             |
| #     | Meeting                   | 100 m                      | 200 m                     | 400 m                    | 800 m                    | 1 500 m / Miglio           | 3 000 m / 5 000 m         | 110 m hs             | 400 m hs              | 3 000 m siepi               |
| 1     | Bislett Games             | Salum Ageze Kashafal 10"59 |                           |                          |                          |                            |                           |                      |                       |                             |
| 2     | Weltklasse Zürich         |                            | Christophe Lemaitre 20"65 |                          |                          |                            |                           |                      |                       |                             |
| 3     | Herculis                  |                            | Noah Lyles 19"76          |                          | Donavan Brazier 1'43"15  | Timothy Cheruiyot 3'28"45  | Joshua Cheptegei 12'35"36 | Orlando Ortega 13"11 | Karsten Warholm 47"10 | Soufiane el-Bakkali 8'00"04 |
| 4     | Bauhaus-Galan             |                            | Adam Gemili 20"61         | Karsten Warholm 45"05    | Donavan Brazier 1'43"176 | Timothy Cheruiyot 3'30"25  |                           |                      | Karsten Warholm 46"87 |                             |
| 5     | Athletissima              |                            |                           |                          |                          |                            |                           |                      |                       |                             |
| 6     | Memorial Van Damme        |                            | Fausto Desalu 20"39       |                          |                          | Jakob Ingebrigtsen 3'30"69 |                           |                      | Karsten Warholm 47"07 |                             |
| 7     | Golden Gala Pietro Mennea | Akani Simbine 9"96         |                           | Edoardo Scotti 45"21     |                          |                            |                           | Andrew Pozzi 13"15   | Karsten Warholm 47"07 |                             |
| 8     | Doha Diamond League       |                            | Arthur Cissé 20"23        | Kahmari Montgomery 45"55 | Ferguson Rotich 1'44"16  | Stewart McSweyn 3'30"51    |                           | Aaron Mallett 13"15  |                       |                             |

#### Concorsi
| Concorsi |                           |                       |                        |                        |                         |                        |                      |                        |
| #        | Meeting                   | Salto in lungo        | Salto triplo           | Salto in alto          | Salto con l'asta        | Getto del peso         | Lancio del disco     | Lancio del giavellotto |
| 1        | Bislett Games             |                       |                        |                        | Armand Duplantis 5,86 m | Marcus Thomsen 21,03 m | Daniel Ståhl 65,92 m |                        |
| 2        | Weltklasse Zürich         |                       | Pedro Pichardo 17,40 m |                        | Sam Kendricks 5,81 m    |                        |                      |                        |
| 3        | Herculis                  |                       |                        |                        | Armand Duplantis 6,00 m |                        |                      |                        |
| 4        | Bauhaus-Galan             | Ruswahl Samaai 8,09 m |                        |                        | Armand Duplantis 6,01 m |                        | Daniel Ståhl 69,17 m |                        |
| 5        | Athletissima              |                       |                        |                        | Armand Duplantis 6,07 m |                        |                      |                        |
| 6        | Memorial Van Damme        |                       |                        |                        | Armand Duplantis 6,00 m |                        |                      |                        |
| 7        | Golden Gala Pietro Mennea |                       |                        | Andrij Procenko 2,30 m | Armand Duplantis 6,15 m | Nick Ponzio 21,09 m    |                      |                        |
| 8        | Doha Diamond League       |                       |                        |                        | Armand Duplantis 5,82 m |                        |                      |                        |

### Donne

#### Corse
| Corse |                           |                             |       |                          |                        |                    |                       |                         |                 |               |
| #     | Meeting                   | 100 m                       | 200 m | 400 m                    | 800 m                  | 1 500 m / Miglio   | 3 000 m / 5 000 m     | 100 m hs                | 400 m hs        | 3 000 m siepi |
| 1     | Bislett Games             | -                           | -     | -                        | -                      | -                  | -                     | -                       | -               | -             |
| 2     | Weltklasse Zürich         | -                           | -     | -                        | -                      | -                  | -                     | -                       | -               | -             |
| 3     | Herculis                  | Ajla Del Ponte 11"16        | -     | Lynna Irby 50"50         |                        |                    | Hellen Obiri 14'22"12 | -                       | -               | -             |
| 4     | Bauhaus-Galan             | Ajla Del Ponte 11"20        | -     | Wadeline Jonathas 51"94  | Jemma Reekie 1'59"68   | Laura Muir 3'57"86 | -                     | Luminosa Bogliolo 12"88 | Femke Bol 54"68 | -             |
| 5     | Athletissima              | -                           | -     | -                        | -                      | -                  | -                     | -                       | -               | -             |
| 6     | Memorial Van Damme        | Rani Rosius 11"43           | -     | Iga Baumgart-Witan 52"13 | -                      | -                  | -                     | Anne Zagré 13"21        | -               | -             |
| 7     | Golden Gala Pietro Mennea | Elaine Thompson-Herah 10"85 | -     | Lieke Klaver 50"98       | Jemma Reekie 1'59"76   | -                  | -                     | -                       | Femke Bol 53"90 | -             |
| 8     | Doha Diamond League       | Elaine Thompson-Herah 10"87 | -     | -                        | Faith Kipyegon 1'57"68 | -                  | Hellen Obiri 8'22"54  | Payton Chadwick 12"78   | -               | -             |

#### Concorsi
| Concorsi |                           |                             |                       |                           |                           |                |                  |                        |
| #        | Meeting                   | Salto in lungo              | Salto triplo          | Salto in alto             | Salto con l'asta          | Getto del peso | Lancio del disco | Lancio del giavellotto |
| 1        | Bislett Games             | -                           | -                     | -                         | -                         | -              | -                | -                      |
| 2        | Weltklasse Zürich         | -                           | -                     | -                         | Sandi Morris 4,66 m       | -              | -                | -                      |
| 3        | Herculis                  | -                           | Yulimar Rojas 14,27 m | Jaroslava Mahučich 1,98 m | -                         | -              | -                | -                      |
| 4        | Bauhaus-Galan             | -                           | -                     | Jaroslava Mahučich 2,00 m | Holly Bradshaw 4,69 m     | -              | -                | -                      |
| 5        | Athletissima              | -                           | -                     | -                         | Angelica Bengtsson 4,72 m | -              | -                | -                      |
| 6        | Memorial Van Damme        | -                           | -                     | Nicola McDermott 1,91 m   | -                         | -              | -                | -                      |
| 7        | Golden Gala Pietro Mennea | -                           | -                     | Jaroslava Mahučich 1,98 m | -                         | -              | -                | -                      |
| 8        | Doha Diamond League       | Maryna Bech-Romančuk 6,91 m | -                     | -                         | -                         | -              | -                | -                      |